# Williams FW10
Der Williams FW10 ist ein Rennwagen, den das Williams-Team in der Formel-1-Weltmeisterschaft 1985 einsetzte. Mit dem Fahrzeug erreichte das Team in dieser Saison den dritten Platz der Konstrukteursmeisterschaft.

## Hintergrund
Das Team Williams war Ende der Saison 1983 eine Partnerschaft mit dem japanischen Hersteller Honda eingegangen. Nach anfänglichen Schwierigkeiten stellten sich erste Erfolge ein und gegen Ende der Saison 1985 entwickelte sich der turbogeladene Honda-Motor zum führenden Antrieb im Teilnehmerfeld. Die beiden Williams-Fahrer Keke Rosberg und Nigel Mansell gewannen fünf Rennen.

## Entwurf und Konstruktion des FW10
Der FW10 wurde von Patrick Head und Frank Dernie entworfen. Er hatte einen Honda-1,5-Liter-V6-Turbomotor, ein manuell zu schaltendes Sechsganggetriebe von Hewland und Karbon-Bremsscheiben. Um das veränderte Reglement zu erfüllen, das eine reduzierte maximale Treibstoffmenge von 195 Litern (statt vormals 200 Litern) vorsah, entwarf Williams zusammen mit Benzinlieferant Mobil eine schmalere Benzinkammer. Dies ermöglichte (im direkten Vergleich zum Vorgängermodell) auch ein deutlich niedrigeres Auto mit einem günstigeren Schwerpunkt. Die Karosserie so schmal und niedrig wie möglich zu gestalten, war laut Aerodynamiker Frank Dernie eine wesentliche Vorgabe beim Entwurf des FW10, denn im Vergleich zu den Motoren der direkten Konkurrenten Renault und TAG-Porsche hatte der Honda-Motor größere Ausmaße. Honda steuerte zusätzlich ein neues Motor-Management-System bei, das eine direkte Telemetrie-Übertragung vom Auto in die Box ermöglichte. Der Honda-Motor leistete unter Rennbedingungen 900 bhp; er konnte mit vier verschiedenen Ladedruckeinstellungen gefahren werden. Dazu kam als Neuerung der eingebaute Sprechfunk, der während des Rennens einen Austausch zwischen Fahrer und Boxenleitstand ermöglichte.